# Heterotrichea
Los heterotricos (Heterotrichea) son una clase de protistas del filo Ciliophora. Tienen típicamente una zona adoral prominente con cilios largos que circundan la boca, aglutinados y formando membranelas, que usan en la locomoción y alimentación. En el resto del cuerpo los cilios son más cortos. Muchas especies son altamente contráctiles y tienen típicamente forma comprimida o cónica. Heterotrichea incluye algunos de los protozoos más grandes, como Stentor y Spirostomum, además de muchas formas brillantemente pigmentadas, tales como ciertas Blepharisma.

## Características
Algunos detalles ultraestructurales caracterizan a este grupo. Los cilios corporales se localizan en dicinétidas, en las cuales el cinetosoma anterior o ambos pueden estar ciliados. Estos se asocian a fibras compuestas de microtúbulos postciliares solapados, denominadas postciliodesmas, que se encuentran solamente en este grupo y en los relacionados Karyorelictea. Una serie de policinétidas orales, cada una de los cuales contiene dos o tres filas de cinetosomas, apoya las membranelas. Estas se disponen desde la izquierda hasta la parte anterior de la boca, y a menudo en espiral fuera de la cavidad bucal. Otra característica distintiva del grupo tiene lugar durante la división celular. El macronúcleo se divide con la ayuda de microtúbulos externos, mientras que en Karyorelictea el macronúcleo no se divide sino que se genera por diferenciación del micronúcleo, y en el resto de los Ciliophora se divide con la ayuda de microtúbulos internos.

## Taxonomía y filogenia
Heterotrichea ha sido considerado tradicionalmente como un subgrupo de Spirotrichea, pero estudios recientes han determinado que no está relacionado con los otros subgrupos, por lo que ahora se clasifica en su propia clase.  Lynn clasifica solo al orden Heterotrichida en esta clase, y en cuanto al resto de los órdenes, algunos los reclasifica en Spirotrichea y a otros los coloca en la nueva clase Armophorea.

## Galería

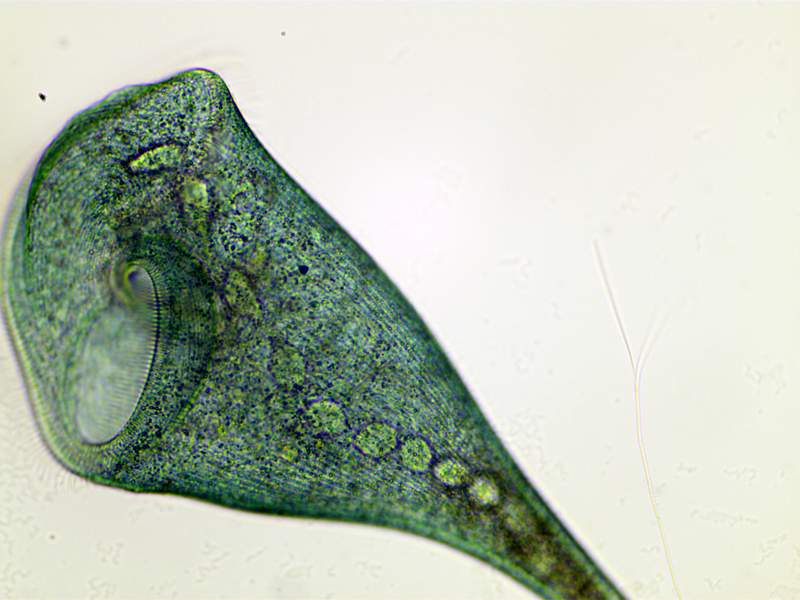
Stentor coeruleus (Stentoridae)
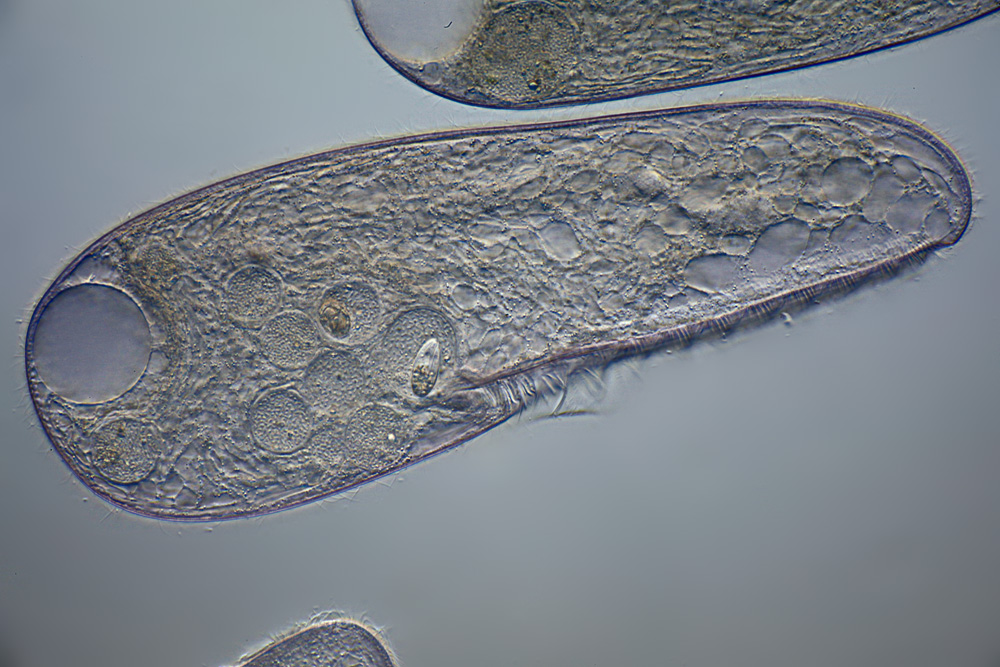
Blepharisma japonicum (Blepharismidae)
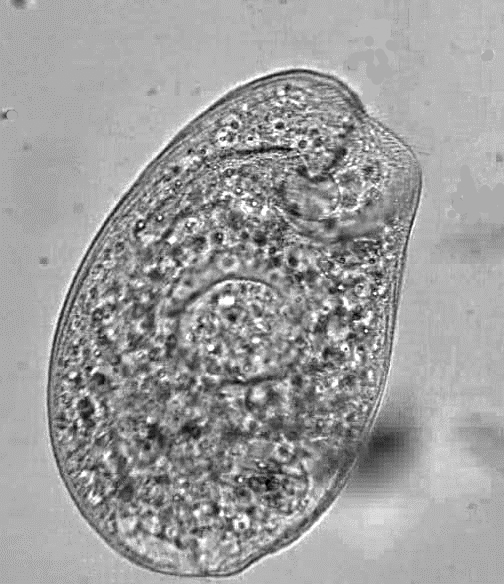
Climacostomum (Climacostomidae)
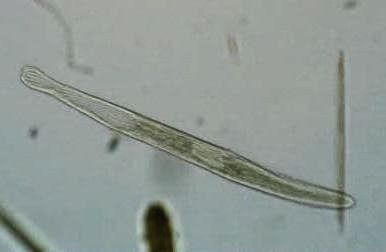
Spirostomum teres (Spirostomidae)